# Аммониевые соединения
Аммо́ниевые соедине́ния содержат положительно заряженный атом азота, ковалентно связанный с органическими радикалами и (или) водородом, и ионно — с анионом. Простейшие неорганические аммониевые соединения — гидрат аммиака и соли аммония. Аммониевые соединения входят в большой класс ониевых соединений.
Органические аммониевые соединения подразделяются по количеству органических радикалов на первичные (RNH3)+ X-, вторичные (RR’NH2)+ X-, третичные (RR’R’’NH)+ X-, и четвертичные (RR’R’’R’’’N)+ X-. Соединений с пятивалентным азотом не существует.
Первичные, вторичные и третичные аммониевые соединения можно рассматривать как соли соответствующих аминов: их можно получить взаимодействием этих аминов с кислотами:
{\displaystyle {\mathsf {RR'R''N+HX\rightarrow [RR'R''NH]^{+}X^{-}}}}
где R, R’, R’’ — органические радикалы либо водород, X — кислотный остаток,
а при воздействии на них водных растворов щёлочи выделяются эти амины в свободном состоянии, либо их гидроксиды — в тех случаях, когда исходный амин является сильным основанием:
{\displaystyle {\mathsf {[Ph_{3}NH]Cl+KOH\rightarrow Ph_{3}N+KCl+H_{2}O}}}
{\displaystyle {\mathsf {[CH_{3}NH_{3}]Cl+NaOH\rightarrow [CH_{3}NH_{3}]OH+NaCl}}}
При диссоциации аммониевых соединений образуются аммоний-катионы.